# آساهیتو نانجو
آساهیتو نانجو (انگلیسی: Asahito Nanjo؛  – ) موسیقی‌دان اهل ژاپن بود.